# Lee Harding
Lee John Harding (Colac, Victoria, 1937. február 19. – Perth, 2023. április 18.) ausztrál fotográfus, tudományos-fantasztikus író.

## Élete
Már fiatalon a sci-fi lelkes rajongója, a Melbourne Science Fiction Club alapító tagja volt. A klub további tagjai Race Mathews, A. Bertram Chandler, Bob McCubbin, Merv Binns és Dick Jenssen voltak. Első publikációja a sydney-i Photo Digest című magazinban jelent meg 1958-ban, ez egy képes beszámoló volt Nevil Shute On the Beach című regénye filmváltozatának forgatásáról. Ezután egy havi rendszerességgel megjelenő rovatot vezetett a lapban, amelyben többek közt egy tudósítást jelentetett meg a The Sundowners cooma-i (Új-Dél-Wales) forgatásáról.
Első fantasztikus novellája, a Displaced Person 1961-ben jelent meg a Science Fantasy magazinban. Ezután számos elbeszélést küldött a sci-fi magazinoknak, köztük a New Worlds-nek, a Science Fantasy-nak és a Science Fiction Adventures in the U.K.-nak. 1966-ban John Bangsund elindította az Australian SF Review-t amelynek Harding és John Foyster társszerkesztői lettek. 1969-ben Harding írt a Ron Graham által alapított Vision of Tomorrow című ausztrál-angol magazinba, valamint rendszeresen publikált az amerikai Galaxy, If és Odyssey magazinokban, valamint több ausztrál sciáfi kiadványban, köztük a Melbourne Sun-ban. Egy tizenkét részből álló sci-fi sorozatot is készített az ABC Education Radio számára, valamint ugyanitt elkészítette H. G. Wells egyik írásának dramatizált változatát.
1972-ban felhagyott a fotózással, s csak az írással foglalkozott. Négy rövid regényt jelentetett meg The Fallen Spaceman, Children of Atlantis, The Frozen Sky és Return to Tomorrow címeken, fiatalok számára. A sorozat sikere minden várakozást felülmúlt. Első, felnőtteknek szóló regényét 1976-ban jelentette meg A World of Shadows címen, ugyanebben az évben két fontos ausztrál sci-fi antológiában, a Beyond Tomorrow-ban és a The Altered-ben mint szerkesztő működött közre (Rob Gerrand-dal és Ursula K. Le Guin-nal együtt). 1978-ban Angliában és Amerikában is megjelent Rooms of Paradise című elbeszéléskötete, amelyből több novellát is újra kiadtak a The Year's Best SF című kiadványban. Ezt négy további regény követte, amelyek közül legjobb a korábbi novellájából átdolgozott Displaced Person. Ausztráliában e munkája az Év Gyermekkönyve díjat nyerte el (1980), s felgyorsította a "young-adult" műfaj elfogadását az ausztrál irodalomban. Heartsease című, szintén young-adult regényével Harding végül eltávolodott a sci-fi irodalomtól. Írói álneve Harold G. Nye volt, néhány novellát jegyez e név alatt.
Magyarul mindössze egyetlen elbeszélése jelent meg 1982-ben a Galaktika 43. számában Az őr címen.

## Bibliográfia
Regények
- The Fallen Spaceman (1973)
- A World of Shadows (1975)
- The Frozen Sky (1975)
- Children of Atlantis (1976)
- Return to Tomorrow (1976)
- Future Sanctuary (1976)
- The Weeping Sky (1977)
- Displaced Person (1979, mint Misplaced Persons is)
- The Web of Time (1980)
- Waiting for the End of the World (1983)

Novellák
- Displaced Person (1961)
- Sacrificial (1961)
- Conviction (1961)
- Echo (1961)
- Pressure (1962)
- Late (1962)
- Dragonfly (1962)
- Terminal (1962)
- Birthright (1962)
- Quest (1963)
- All My Yesterdays (1963)
- The Lonely City (1963)
- The Evidence (1964)
- The Liberators (1965)
- Shock Treatment (1967)
- Consumer Report (1969)
- Dancing Gerontius (1969)
- Takeover (1970, mint Harold G. Nye)
- Rebirth (1970)
- Soul Survivors (1970)
- Spaceman (1970)
- The Custodian (1970)
- The Changer (1970, mint Harold G. Nye)
- Echoes of Armageddon (1970)
- The Communication Machine (1970)
- Cassandra's Castle (1970)
- Mistress of the Mind (1971)
- The Immortal (1971)
- Fallen Spaceman (1971)
- Night of Passage (1975)
- Love in the City (1976)
- The Cage of Flesh (1978)

Antológiák
- Beyond Tomorrow : An Anthology of Modern Science Fiction (1976)
- The Altered I : An Encounter with Science Fiction (1976)
- Rooms of Paradise (1978)

## Fordítás
- Ez a szócikk részben vagy egészben  a   Lee Harding (writer) című angol Wikipédia-szócikk ezen változatának fordításán alapul.  Az eredeti cikk szerkesztőit annak laptörténete sorolja fel. Ez a jelzés csupán a megfogalmazás eredetét és a szerzői jogokat jelzi, nem szolgál a cikkben szereplő információk forrásmegjelöléseként.